# 秋原正俊
秋原 正俊（あきはら まさとし、1963年9月28日 - ）は、日本の映画監督。2005年9月に（株）トライサーキット代表取締役に就任したが、翌2006年11月に退任。明星大学経営学部特任教授。デジタルハリウッド大学特任教授。

## 来歴・人物
1979年、暁星国際高等学校に1期生として入学するも3か月で中退。1984年3月、東京都立日比谷高校卒業。東京大学文学部国史学科に入学。大学時代は運動会硬式野球部に在籍。1989年、同大学を卒業してWOWOWに入社。1991年より番組プロデューサーとして、多くの吹き替え番組、情報番組を制作。主な作品に『バットマン』『ピングー』がある。
1993年4月に世界初のインタラクティブドラマ『ゲーム・ザ・ヘブン』（主演：田口トモロヲ）を制作。翌年、『妖蝶キリコ』（主演：千葉麗子）を制作する。1996年から博報堂に転じ博報堂電脳体に配属。2001年より、ネット映画をプロデュース。2004年より、プロデュース業だけでなく監督もすると同時に劇場公開作品制作に転じ、以降精力的に作品制作を行っている。2008年1月より全国デジタルカエル系主宰。2012年公開の『一遍上人』より、監督名を秋原北胤（あきはら ほくいん）と改めた。制作以下他業務は秋原正俊のままである。2013年7月には地ビールBar・かえるかふぇをオープンさせ、地ビール・和紅茶を飲みながら演技談義が出来るカフェを作るなど、後進の教育に強い興味を示している。

## 主な作品

### 映画
- 1+1（2003年） - プロデューサー・企画
- NO MUSIC, NO LIFE.（2004年） - プロデューサー・企画
- 海の夢、都会の嘘（2004年） - 監督・宣伝・配給・製作総指揮[1]
- 母の居る場所 台風一過（2004年） - 監督・宣伝・配給・製作総指揮[2]
- フーチャ 旋律の彼方へ（2004年） - 監督・宣伝・配給・製作総指揮[3]
- ドルフィンスイム（2004年） - 監督・宣伝・配給・製作総指揮[4]
- Break Out!（2005年） - 監督・宣伝・配給・製作総指揮
- マリンバアンサンブル（2005年） - 監督・宣伝・配給・製作総指揮[5]
- 真昼の花（2005年） - 監督・宣伝・配給・製作総指揮[6]
- ママーン（2006年） - 監督・宣伝・配給・製作総指揮
- 春の居場所（2006年） - 監督・宣伝・配給・製作総指揮
- 河童（2006年） - 監督・宣伝・配給・製作総指揮
- 富嶽百景〜遙かなる場所〜（2006年） - 監督・宣伝・配給・製作総指揮
- 銀河鉄道の夜 I carry a ticket of eternity（2006年） - 監督・宣伝・配給・製作総指揮
- 五重塔（2007年） - 監督・宣伝・配給・製作総指揮
- 白椿（2007年） - 監督・宣伝・配給・製作総指揮
- 伊藤の話（2008年） - 監督・宣伝・配給・製作総指揮
- 二重心臓（2008年） - 監督・配給・製作総指揮
- 斜陽（2009年） - 監督・宣伝・配給・製作総指揮
- 聖家族〜大和路（2010年） - 監督・宣伝・配給・製作総指揮
- ルパンの奇巌城（2011年） - 監督・宣伝・配給・製作総指揮
- 蜘蛛の糸（2011年） - 監督・宣伝・配給・製作総指揮
- 一遍上人（2012年） - 監督・宣伝・配給・製作総指揮
- 家（2013年） - 監督・宣伝・配給・製作総指揮
- ヨシナカ伝説～義仲穴（2014年） - 監督・宣伝・配給・製作総指揮
- 正長の土一揆（2015年） - 監督・宣伝・配給・製作総指揮
- 青銅の基督（2016年） - 監督・宣伝・配給・製作総指揮[7]。
- 忍性 NINSHO（2016年） - 監督・宣伝・配給・製作総指揮
- 箱入娘面屋人魚（2017年） - 監督・宣伝・配給・製作総指揮
- レフトフライ（2017年） - 監督・宣伝・配給・製作総指揮
- おけちみゃく（2018年） - 監督・宣伝・配給・製作総指揮
- 河童II But, we have to rest.（2019年） - 2006年版のセルフリメイク：監督・宣伝・配給・製作総指揮
- 応天門の変（2020年） - 監督・宣伝・配給・製作総指揮
- 文禄三年三月八日（2021年） - 監督・宣伝・配給・製作総指揮
- 火面〜嘉吉の箭弓一揆（2022年） - 監督・宣伝・配給・製作総指揮
- Me?Xavier!（2023年） - 監督・宣伝・配給・製作総指揮[8]
- 変身（2024年） - 監督・宣伝・配給・製作総指揮[8]
- 二丁鼓（2025年10月公開予定）- 監督・宣伝・配給・製作総指揮[8]

### テレビドラマ
- 宇宙家族マスオさん（1992年） - 企画・制作
- ゲーム・ザ・ヘブン（1993年） - 企画・制作
- 妖蝶キリコ（1994年） - 企画・制作
- カエルマン（1995年） - 企画・制作

### ネットドラマ
- Candy-o（2001年） - 企画・制作
- Contact me（2001年） - 企画・制作
- グラビア概論受講中（2001年） - 企画・制作
- サバビアン（2003年） - 企画・制作